# Kaiserin-Elisabeth-Schule

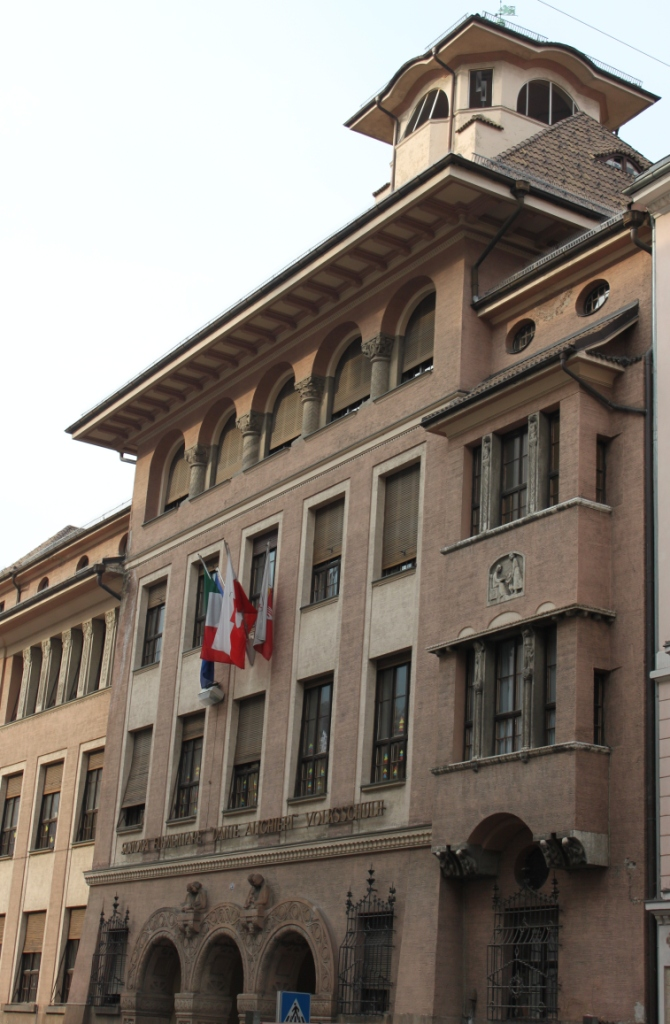
Dante-Alighieri Schule 2012, vormals Kaiserin-Elisabeth-Schule

Die Kaiserin-Elisabeth-Schule (heute: Danteschule) ist ein seit 1985 denkmalgeschütztes Gebäude in Bozen. Sie befindet sich in der Sparkassenstraße 24.
Die 1911 eröffnete neuromanische Elisabethschule (der volle Name lautete: Knaben-Volks- und Bürgerschule Kaiserin Elisabeth) ist das Hauptwerk von Gustav Nolte und eine der wichtigsten Bauten der Ära Perathoner. Mit diesem „bürgerlichen Gesamtkunstwerk“ wollte sich die nationalliberale Stadtführung ein Denkmal setzen.
Der Plan von Stadtbaumeister Nolte orientierte sich am Vorbild des Münchner Schulhausbaus und am damals neuen Konzept der Arbeitsschule. Im Inneren erfuhr die Schule eine äußerst reiche Ausstattung, was der Großzügigkeit der einzelnen Künstler zu verdanken war, die Arbeiten teilweise kostenlos ausführten. An den Holzdecken des Wandelflurs im dritten Stockes brachte Albert Stolz Porträts der Stände und Berufe an. Tony Grubhofer führte im Inneren der Schule zahlreiche Wandmalereien mit Südtiroler Burgen- und Landschaftsmotiven aus.
Im April–Mai 1917 fand in den Räumen der Schule die propagandistische Ausstellung Die Kaiserjäger im Felde statt, die am 22. April von Kaiser Karl I. und seiner Gemahlin Zita von Bourbon-Parma eröffnet wurde; zu den Ausstellungskuratoren zählten Karl Ernstberger und Hans Piffrader.
Beim Marsch auf Bozen am 1./2. Oktober 1922 wurde die Schule von faschistischen Squadristen unter der Leitung von Achille Starace u. a. besetzt, die den deutschen Schülern und Lehrern den Zutritt verwehrten und die Umwandlung in eine italienische Grundschule erzwangen. 1923 wurde der Schulunterricht in deutscher Sprache abgeschafft, 1927 der Schulname in Regina Elena (nach der italienischen Königin Elena von Montenegro) geändert und das Gebäude südseitig in baulich angepasster Form erweitert. Die Schule beherbergt heute eine italienische Grundschule und eine Mittelschule. Seit 1946 heißt die Grundschule Dante-Alighieri-Schule, die Mittelschule wurde 2017 nach der ermordeten Journalistin Ilaria Alpi benannt.